# Dialommus macrocephalus
Dialommus macrocephalus е вид лъчеперка от семейство Labrisomidae.

## Разпространение
Видът е разпространен в Колумбия, Коста Рика, Мексико, Никарагуа, Панама, Салвадор и Хондурас.